# Мусалла
 Тази статия е за термина от исляма.  За върха в Рила вижте Мусала.  
Мусалла (на арабски: مصلى‎ – място за молитва; от „صلى“, салла – моля се) е термин от арабски произход с религиозно значение, означаващ място за молитва, обикновено на открито, извън джамия. То е с правоъгълна форма, посипано с чакъл или пясък, като има стена с михраб откъм страната на киблата – посоката към най-свещения за мюсюлманите град Мека, накъдето се обръщат при молитва. Според В. Тодоров-Хиндалов думата означава „окрито място, годно за молитва“, „каменна поставка в джамия, върху която се поставят мъртъвците“ и „високо място, откъдето мюезинът вика правоверните за молитва“.
С времето в Средна Азия за понятието започва да се използва терминът намазгох (на таджикски: намазгоҳ) или намазга. Възприеман първоначално като синоним на джамия, придобива смисъл на празнична (извънградска) джамия, предназначена за молитва и жертвоприношение на големите празници Курбан байрам и Рамазан байрам. В градовете Бухара и Самарканд (Узбекистан) са изградени празнични джамии „Намазгох“.